# Kołbaskowo (gromada)
Kołbaskowo – dawna gromada, czyli najmniejsza jednostka podziału terytorialnego Polskiej Rzeczypospolitej Ludowej w latach 1954–1972.
Gromady, z gromadzkimi radami narodowymi (GRN) jako organami władzy najniższego stopnia na wsi, funkcjonowały od reformy reorganizującej administrację wiejską przeprowadzonej jesienią 1954 do momentu ich zniesienia z dniem 1 stycznia 1973, tym samym wypierając organizację gminną w latach 1954–1972.
Gromadę Kołbaskowo z siedzibą GRN w Kołbaskowie utworzono – jako jedną z 8759 gromad na obszarze Polski – w powiecie szczecińskim w woj. szczecińskim na mocy uchwały nr V/51/54 WRN w Szczecinie z dnia 5 października 1954. W skład jednostki weszły obszary dotychczasowych gromad Barnisław, Kamieniec, Kołbaskowo, Kurów, Moczyły, Siadło Dolne, Siadło Górne i Smolęcin ze zniesionej gminy Kołbaskowo w tymże powiecie oraz tereny o powierzchni 549 ha położone na południe od kanału Odyniec ze Szczecina, miasta na prawach powiatu w tymże województwie. Dla gromady ustalono 9 członków gromadzkiej rady narodowej.
1 stycznia 1972 do gromady Kołbaskowo włączono miejscowości Karwowo, Przecław, Smętowice, Ustowo, Warnik i Warzymice ze zniesionej gromady Będargowo w tymże powiecie.
Gromada przetrwała do końca 1972 roku, czyli do kolejnej reformy gminnej. 1 stycznia 1973 w powiecie szczecińskim reaktywowano gminę Kołbaskowo (od 1999 gmina Kołbaskowo znajduje się w powiecie polickim w woj. zachodniopomorskim).